# Dead Brain Cells
Dead Brain Cells oder oft auch einfach D.B.C. ist eine kanadische Thrash-Metal-Band aus Montreal, die im Jahr 1985 gegründet wurde.

## Geschichte
Die Band wurde im Jahr 1985 unter dem Namen Final Chapter von den Gitarristen Eddie Shahini und Gerry Ouellette gegründet, nachdem sie Slayers Debütalbum Show No Mercy gehört hatten. Zusammen begannen sie mit dem Schreiben von Stücken. Im Jahr 1986 stießen Sänger Dave Javex und Schlagzeuger Jeff St. Louis zur Band. Bassist Phil Dakin vervollständigte die Besetzung kurze Zeit später. Am 4. Februar hatte die Band ihre erste Probe, in der sie vier Lieder fertigstellten. Javex änderte den Namen der Band in Dead Brain Cells um. Es folgten einige weitere Proben, bis Javex die Band verließ. Er wurde durch Cory Lowe kurzzeitig ersetzt. Als dieser auch die Band verließ, übernahm der Bassist Phil Dakin zusätzlich den Posten des Sängers. Der erste Auftritt folgte am 24. Mai. Dadurch wurde Manager Norman Pichette auf die Band aufmerksam. Danach folgte die Aufnahme eines Demos und drei weitere Auftritte. Kurze Zeit später folgte ein Auftritt zusammen mit Slayer. Dadurch wurde Combat Records auf die Band aufmerksam. Das Label erlangte einige Kopie des bereits aufgenommenen Demos durch Dakins Freundin. Die Band erreichte einen Vertrag für sechs Alben.
Im Jahr 1987 begannen die Arbeiten zum Debütalbum. Die Band begab sich vom 16. März bis 4. April ins Victor Studio. Produziert wurde das Album von Randy Burns, welcher auch das zweite Megadeth-Album Peace Sells… But Who’s Buying? produzierte. Die Band veröffentlichte das Album noch im selben Jahr. Im Jahr 1988 folgten lokale Auftritte in Montreal, Québec und Toronto. Außerdem arbeitete die Band an einem zweiten Album. Die Band nahm ein zweites Demo im Juni 1988 auf. Später im Jahr betrat die Band das Tempo Studio mit dem Produzenten Garth Richardson. Das zweite Album namens Universe wurde im Jahr 1989 veröffentlicht. Im Sommer, vom 29. Juli bis 17. August, folgte die erste Tour durch die USA. Dabei spielten sie unter anderem mit den Bad Brains zusammen. Im selben Jahr fand auch ihr erster Auftritt auf dem Musiksender Musique Plus statt. Die Band erstellte auch ihr erstes Musikvideo zu dem Lied The Genesis Explosion.
Vom 5. Januar bis 27. Januar 1990 folgte die zweite Tour durch die USA, bei der sie Auftritte zusammen mit Lääz Rockit hatte. Im Sommer desselben Jahres folgten die Aufnahmen zum dritten Demo für das dritte Album. Ein weiteres Demo hierfür wurde im Jahr 1991 aufgenommen. Aufgrund von Differenzen mit ihrem Label, musste sich die Band jedoch noch im selben Jahr von diesem trennen. Die Suche nach einem neuen Label blieb ergebnislos, sodass sich die Band noch im selben Jahr auflöste, wodurch das dritte Album unveröffentlicht blieb. Im Jahr 1993 zog Phil Dakin nach Toronto, während Eddie Shahini und & Jeff St. Louis weiter neue Musik schrieben. Gerry Ouellette stieß hin und wieder zu diesen. Am 12. November 1994 verstarb Gerry Ouellette.
Im März 2002 wurden die beiden Demos als ein drittes Album auf CD erhältlich. Diese waren vorher nur eine auf 100 Kopien limitierte Version auf Kassette erhältlich. Zudem spielten Eddie Shahini, Phil Dakin, und Jeff St. Louis wieder zusammen. Im Jahr 2003 schloss sich die Band wieder offiziell zusammen und spielte ein Konzert, mit Daniel Mongrain (Martyr) als Gitarrist. Im Jahr 2005 folgten die Wiederveröffentlichungen von Universe und Dead Brain Cells. Am 10. Dezember folgte ein Auftritt auf dem Montreal Metal Massacre Fest zusammen mit Lying Truth, Aggression, Exciter, Anvil, Piledriver und Razor. Jay Quinn wurde zudem neuer Gitarrist der Band. In den Folgejahren hielt die Band weitere Auftritte. Im Jahr 2009 verließ Schlagzeuger Jeff St. Louis die Band und wurde durch Graham Ferguson ersetzt.

## Stil
Die Band spielt klassischen Thrash-Metal und wird mit der Band Voivod verglichen.

## Diskografie
- 1987: Dead Brain Cells (Album, Combat Records)
- 1989: Universe (Album, Combat Records)
- 2002: Unreleased (Album, Galy Records)